# فلورنسيو موران
فلورنسيو موران (بالإسبانية: Florencio Morán)‏ هو لاعب كرة قدم مكسيكي في مركز حراسة المرمى، ولد في 27 مارس 1987 في تبيك في المكسيك. لعب مع نادي أطلس ونادي بويبلا ونادي جامعة غوادالاخارا.

## وصلات خارجية
- فلورنسيو موران على موقع قاعدة بيانات كرة القدم.إي يو (الإنجليزية)
- فلورنسيو موران على موقع Soccerway.com (الإنجليزية)